# Луций Аний Максим
Луций Аний Максим (на латински: Lucius Annius Maximus) e политик и сенатор на Римската империя през началото на 3 век.
Максим произлиза от фамилията Ании. През 207 г. той е консул заедно с Гай Септимий Север Апер по времето на император Септимий Север.